# Buzási Károly
Buzási Károly (Püspökladány, 1930. július 16. – Debrecen, 1988. augusztus 7.) magyar matematikus, egyetemi tanár, a matematikai tudományok kandidátusa (Harkov, 1968; honosítva: Budapest, 1969) a matematikai tudományok doktora (posztumusz, 1988).

## Életpályája
Elemi iskoláit Püspökladányban, középiskoláit Nagyszőlősön és Szatmárnémetiben végezte el. 1940–1956 között Nagyszőlősön élt. 1951-ben érettségizett a nagyszőlősi tízéves iskolában. Tanulmányait 1951-ben levelező hallgatóként kezdte, egyidejűleg Verbovecen (Kárpátalja) általános iskolában tanított. 1953-ban nappali tagozatos hallgató lett. 1956-ban diplomázott az Ungvári Nemzeti Egyetemen. 1956–1958 között a debreceni Maróthi György Tanítóképző Intézetben tanított. 1958–1961 között a Tóth Árpád Gimnáziumban oktatott. 1961–1968 között a Kossuth Lajos Tudományegyetem Természettudományi Kar Matematikai Intézet Algebra és Számelméleti Tanszék tanársegéde és egyetemi adjunktusa, 1969–1988 között docense, 1979–1987 között a tanszék vezetője volt. Az 1963-1964-es tanévben Bulgáriában a plovdivi pedagógiai főiskola vendégelőadója volt. 1964–1968 között a harkovi Gorkij Állami Egyetem aspiránsa volt. Közben levelező aspiránsa lett a szovjet Sz. D. Berman professzornak.

### Munkássága
Tudományos tevékenysége az absztrakt algebra körébe tartozik, mintegy 50 értekezést közölt (néhányat társszerzővel) hazai és külföldi folyóiratokban. Nemzetközileg ismertek és jelentősek a végtelen csoportok reprezentációelméletében végzett vizsgálatai. Kutatásokat folytatott a véges és a végtelen Abel-féle csoportpárok invariánsokkal való jellemezhetőségének a kérdésében. A csoportelmélet hosszú időn át eldöntetlen több „sejtésére” sikerült választ adnia. Egy végtelen csoportosztály reprezentációelmélete című (1987) tanulmánya alapján a Tudományos Minősítő Bizottság (TMB) halála után a matematikai tudományok doktorává nevezte ki.

## Családja
Szülei: Buzási Károly (?-1945) és Szuromi Veronika volt. 1956-ban házasságot kötött Boggyukevics Szvetlánával (1938-1990).

## Művei
- Az Spn szimmetrikus csoport p-Sylow részcsoportjának normálosztói (Kandidátusi értekezés; orosz nyelven; Harkov, 1968)
- Egy végtelen csoportosztály reprezentációelmélete (Doktori értekezés; Debrecen, 1987)
- On Representations of Infinite Groups (Proceedings of the Fifth National School in Algebra, 1987)
- An Analog of Lagrange’s Theorem for Locally Cyclic Modules Over Rings of Normalization (Visnyakova, N. I.-vel; Contemporary Mathematics, 1987)
- The Minimal Number of Generators of Wreath Products of Nilpotent Groups (Kovács, L. G.-vel; Contemporary Mathematics, 1988)